# Kouinine
Kouinine est une commune de la wilaya d'El Oued en Algérie.

## Géographie

### Situation
Le territoire de la commune de Kouinine est situé au centre de la wilaya.
| Ourmas | Taghzout       | Hassani Abdelkrim |
| Ourmas | Kouinine       | El Oued           |
| Ourmas | Oued El Alenda | El Oued           |

### Localités de la commune
La commune de Kouinine est composée de deux localités : Kouinine et Oumih Bahia.